# Сатанізм (фільм)
Сатанізм (англ. Satanic) — фільм жахів.

## Сюжет
Мішель прийшла до тями після жахливого нещасного випадку: навколо трупи, її обличчя в бинтах, а пам'ять відсутня. Але вона відчуває, що зробила щось дуже жахливе. Тепер вона повинна якось згадати своє минуле, поки ще не пізно.

## У ролях
- Енні Сорелл — Мішель
- Джеффрі Комбс — детектив Джойнер
- Енгус Скрімм — доктор Барбарі
- Джеймс Руссо — Едді
- Бретт Еріксон — Ларрі
- Еліза Свенсон — Даля
- Брайан Барнетт — Датч
- Дайан Голднер — Джекі
- Рік Дін — Біссон
- Алісія Лорен — Зла Мішель
- Лорен Еммел — Кайла
- Джордж Товар — батько
- Майкл Галіо — Кліфф
- Маттео Інделікато — Майк
- Прісцилла Джонс — подруга
- Андреа Кеннеді — медсестра 1
- Клара Хаузер — медсестра 2
- Деббі Мартінез — медсестра 3